# Saul Perlmutter
Saul Perlmutter (2. september 1959) er en amerikansk astrofysiker ved Lawrence Berkeley National Laboratory og professor i fysik på University of California, Berkeley. Han er medlem af American Academy of Arts & Sciences, og han blev valgt som Fellow i American Association for the Advancement of Science i 2003. Han er også medlem af National Academy of Sciences.
Sammen med Brian P. Schmidt og Adam Riess har han modtaget både en delt Shaw Prize in Astronomy i 2006, nobelprisen i fysik i 2011 og Breakthrough Prize in Fundamental Physics i 2015 for at vise, at universets ekspansion accelerer.
En supercomputer hos United States Department of Energy fra 2020 er navngivet Perlmutter efter ham.